# Centris nigrocaerulea
Centris nigrocaerulea är en biart som beskrevs av Smith 1874. Centris nigrocaerulea ingår i släktet Centris och familjen långtungebin. Inga underarter finns listade.